# Дубовиково
Дубовиково — село в Богучарском районе Воронежской области.
Входит в состав Твердохлебовского сельского поселения.

## Население
| 1859 | 1897 | 2000 | 2005 | 2010 |
| ---- | ---- | ---- | ---- | ---- |
| 583  | ↗894 | ↘94  | →94  | ↘59  |

## География

### Улицы
- ул. Запрудная,
- ул. Подгорная,
- ул. Степная,
- ул. Центральная.